# Арасатуба (микрорегион)
Арасатуба (порт. Microrregião de Araçatuba) — микрорегион в Бразилии, входит в штат Сан-Паулу. Составная часть мезорегиона Арасатуба. 
Население составляет 	256 560	 человек (на 2010 год). Площадь — 	5 364,701	 км². Плотность населения — 	47,82	 чел./км².

## Демография
Согласно сведениям, собранным в ходе переписи 2010 г. Национальным институтом географии и статистики (IBGE), население микрорегиона составляет:						
| Полное население                             | Полное население                             | Полное население                             | Полное население                             | 256 560 |
| -------------------------------------------- | -------------------------------------------- | -------------------------------------------- | -------------------------------------------- | ------- |
| в том числе:                                 | Городское население                          | 242 127                                      | Процент городского населения, %              | 94,37   |
|                                              | Сельское население                           | 14 433                                       | Процент сельского населения, %               | 5,63    |
|                                              | Мужское население                            | 127 651                                      | Процент мужского населения, %                | 49,75   |
|                                              | Женское население                            | 128 909                                      | Процент женского населения, %                | 50,25   |
| Плотность населения, чел/км²                 | Плотность населения, чел/км²                 | Плотность населения, чел/км²                 | Плотность населения, чел/км²                 | 47,82   |
| Население микрорегиона в % к населению штата | Население микрорегиона в % к населению штата | Население микрорегиона в % к населению штата | Население микрорегиона в % к населению штата | 0,62    |

## Статистика
- Валовой внутренний продукт на 2003 составляет 2 551 368 759,00 реалов (данные: Бразильский институт географии и статистики).
- Валовой внутренний продукт на душу населения на 2003 составляет 10 510,71 реалов (данные: Бразильский институт географии и статистики).
- Индекс развития человеческого потенциала на 2000 составляет 0,834 (данные: Программа развития ООН).

## Состав микрорегиона
В составе микрорегиона включены следующие муниципалитеты:
1. Арасатуба
2. Бенту-ди-Абреу
3. Гуарарапис
4. Лавиния
5. Рубиасеа
6. Санту-Антониу-ду-Аракангуа
7. Валпараизу